# Christopher Lee

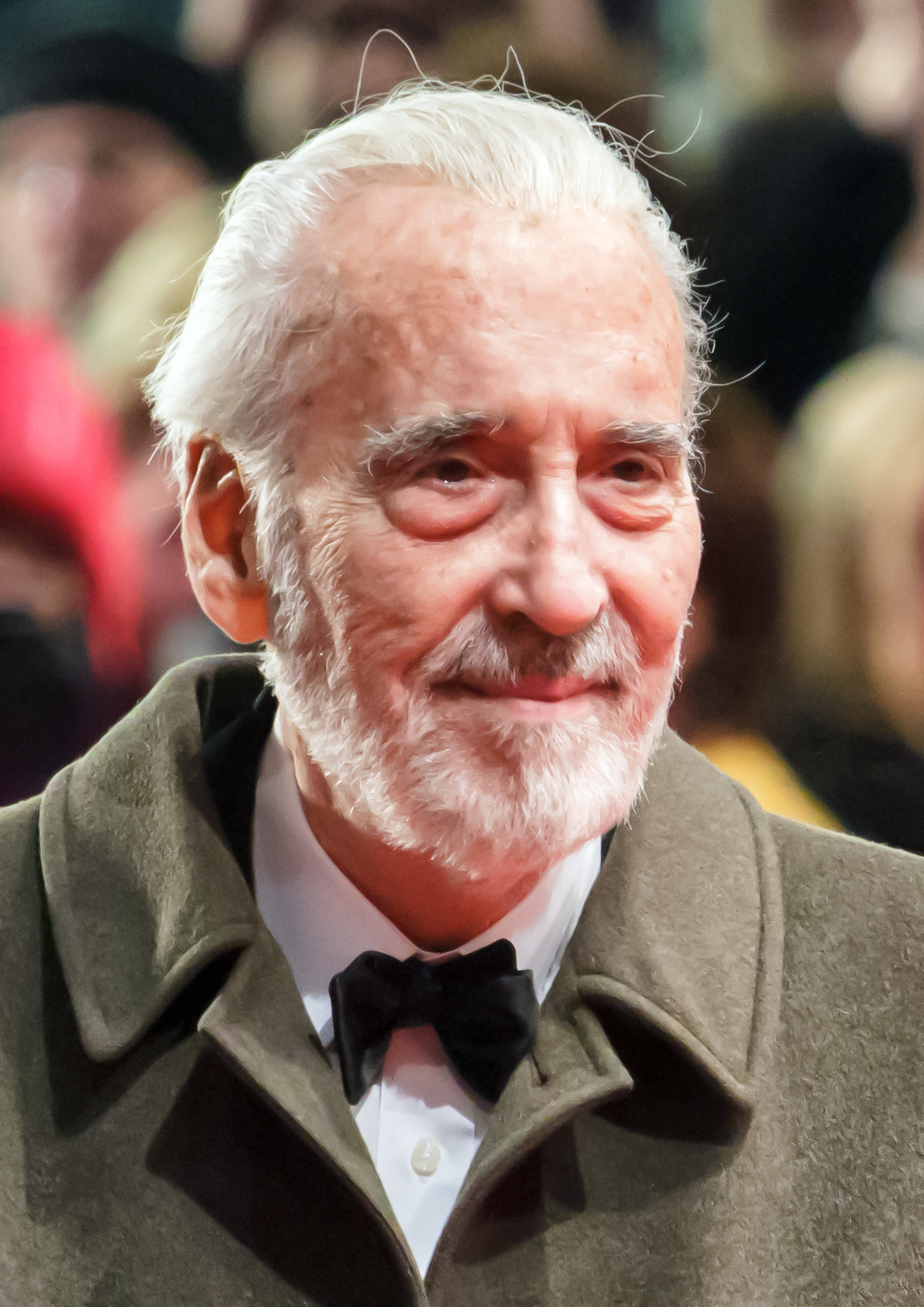
Christopher Lee auf der Berlinale 2013

Sir Christopher Frank Carandini Lee, CBE, CStJ, (* 27. Mai 1922 in London; † 7. Juni 2015 ebenda) war ein britischer Schauspieler und Sänger, der für seine Darstellungen von Bösewichten Kultstatus erlangte. Zu seinen bekanntesten Rollen gehörten die Titelfigur in Dracula (1958) sowie neun weiteren Vampir-Filmen, Francisco Scaramanga im James-Bond-Film Der Mann mit dem goldenen Colt (1974), Saruman in Der Herr der Ringe (2001–2003) und Der Hobbit (2012–2014) sowie Count Dooku in Star Wars (2002, 2005). Außerdem wirkte er in fünf Filmen von Tim Burton mit, unter anderem auch in Dark Shadows (2012). Zuletzt war er in dem Finale der Trilogie Der Hobbit zu sehen. Lee wurde trotz seiner ikonischen Rollen nie für einen Oscar nominiert.
Als seine wichtigste Arbeit bezeichnete Lee die Darstellung des Politikers Muhammad Ali Jinnah im 1998 erschienenen Film Jinnah; er gab den Film ebenfalls als seine beste schauspielerische Darbietung an. Seit 1946 hatte er in über 285 Filmen mitgewirkt.
Neben der Schauspielerei war Lee auch als Sänger aktiv. So wirkte er zwischen 1986 und 1998 bei Studioaufnahmen verschiedener Opern und Musicals mit und veröffentlichte 2010 das Symphonic-Metal-Album Charlemagne: By the Sword and the Cross, nachdem er bereits seit 2005 mit Bands wie Rhapsody of Fire und Manowar zusammengearbeitet hatte.

## Leben
Sein Vater Geoffrey Trollope Lee (1879–1941) war Offizier in der britischen Armee und Teilnehmer des Ersten Weltkrieges und des Burenkrieges. Über seine Mutter Estelle Marie Carandini di Sarzano (1889–1981) entstammte Lee dem alten gräflichen Adelsgeschlecht Carandini, das sich angeblich bis zu Karl dem Großen zurückverfolgen lässt. Aus diesem Grund nannte Lee seine eigene Filmfirma in den 1970er Jahren auch Charlemagne, nach der englischen und französischen Bezeichnung Karls des Großen. Seine Urgroßmutter war die Opernsängerin Marie Carandini. Aus der 1929 geschiedenen Ehe seiner Eltern stammte auch Lees Schwester Xandra (1917–2002). Er war ein Großcousin des James-Bond-Erfinders Ian Fleming und der Onkel der Schauspielerin Harriet Walter.
Während des Zweiten Weltkrieges diente Lee zunächst bei der Royal Air Force, dann bei der Long Range Desert Group, dem Special Air Service und dem Special Operations Executive; sein Rang bei seinem Ausscheiden bei Kriegsende war Flight Lieutenant, vergleichbar einem Hauptmann.
Christopher Lee beherrschte viele Sprachen, einige davon hatte er autodidaktisch erlernt. In einem Interview erklärte er, dass er Deutsch nur könne, weil er ab und zu auf Deutsch geschauspielert und gesungen habe; vor allem aber sei seine persönliche Liebe zur Musik Richard Wagners für seine intensive Auseinandersetzung mit der deutschen Sprache verantwortlich. Außerdem sprach er Englisch, Französisch, Italienisch, Russisch, Spanisch, Portugiesisch, Swahili und drei Urdu-Dialekte.
Ab 1947 drehte er Filme. Er engagierte sich für UNICEF.
Lee war seit 1961 mit dem dänischen Model Birgit Kroencke (20. April 1935–23. Juni 2024) verheiratet. Die gemeinsame Tochter Christina wurde am 23. November 1963 geboren. Er lebte zuletzt in London und starb dort am 7. Juni 2015 im Alter von 93 Jahren im Chelsea and Westminster Hospital an Herz- und Lungenversagen. Sir Christopher Lee wurde feuerbestattet und seine Asche auf den Surrey Hills in England verstreut.

## Lee als Filmschauspieler
Seine erste Rolle hatte Lee in Im Banne der Vergangenheit (Corridors of Mirrors, 1947), weitere Filme zu Beginn seiner Karriere waren unter anderem Scotts letzte Fahrt (Scott of the Antarctic, 1948), Panzerschiff Graf Spee (The Battle of the River Plate, 1956) und Moulin Rouge (1953). Auch in einigen deutschen Edgar-Wallace-Verfilmungen der 1960er Jahre war er zu sehen. Hier spielte er mehrmals Polizeibeamte, da man ihn wegen seiner Körpergröße von 1,96 Metern als Heldenfigur installieren wollte. In Das Rätsel der roten Orchidee spielt er sogar die Hauptrolle.
Weltberühmt wurde Lee durch seine Darstellung des Grafen Dracula in dem gleichnamigen Horrorfilm von Terence Fisher 1958. Zudem spielte Lee in zahlreichen weiteren Horrorfilmen von Fisher und anderen Haus-Regisseuren der Hammer Film Productions, darunter in Frankensteins Fluch (The Curse of Frankenstein, 1957), Der Hund von Baskerville (The Hound of the Baskervilles, 1959) und Die Rache der Pharaonen (The Mummy, 1959). Die Popularität der Filme, so Eric Nuzum in einem Interview mit dem Tagesspiegel zur Veröffentlichung seines Vampirbuches The Dead Travel Fast, begründe sich in der „Reminiszenz an den Kalten Krieg“. In einer „Zeit der Angst“ spiele Lee ein „motivloses, beängstigendes Monster“, das „als Katalysator“ für „zutiefst böse Supermächte“ fungiert.

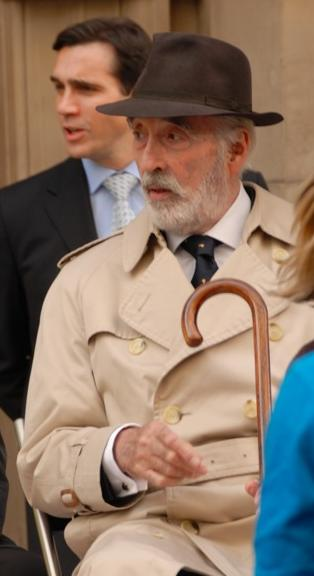
Christopher Lee während der Dreharbeiten zu The Heavy – Der letzte Job, 2007

Die Rolle des Dracula spielte Lee bis 1973 siebenmal für die Hammer Productions sowie ein achtes Mal in Nachts, wenn Dracula erwacht, einer spanisch-deutschen Fassung unter der Regie von Jess Franco. Seine Vampirdarstellung in der französischen Filmkomödie Die Herren Dracula hingegen hatte nach seinen eigenen Aussagen nichts mit dem Dracula-Charakter zu tun. Er wird im Film selbst auch nur „Le Baron“, nicht aber „Dracula“ genannt.
Aus Sorge, nur über die Rolle als Dracula definiert zu werden, weigerte sich Lee ab Mitte der 1970er Jahre, in weiteren Dracula-Adaptionen mitzuwirken, und nahm generell Abstand vom Horrorgenre. In einem Interview 1989 sagte er dazu:

„Ja, Dracula war die Rolle, die mich berühmt gemacht hat, und dafür bin ich dankbar. Aber das ist dreißig Jahre her, und ich arbeite immer noch im Film und in allen denkbaren Arten von Filmen. Ich mag keine Schubladen. Im letzten Jahr habe ich fünf Filme gemacht (darunter war kein einziger Horrorfilm, Anm.) – wo ist nun das Image: Verschwunden? Es wäre verschwunden, wenn man die Fakten akzeptierte. Aber das ist ein Problem der Presse, nicht des Publikums. Aber das Publikum glaubt, was die Presse schreibt, auch wenn das nicht stimmt.“

In den 1960er Jahren wirkte Lee mit eigener Stimme in den zwei deutschsprachigen Edgar-Wallace-Verfilmungen Das Rätsel der roten Orchidee (1961/1962) und Das Geheimnis der gelben Narzissen (1961) sowie dessen englischsprachiger Version The Devil’s Daffodil mit. Auch der britische Film Das Rätsel des silbernen Dreieck (Circus of Fear) wurde in Deutschland als Edgar-Wallace-Film vermarktet.

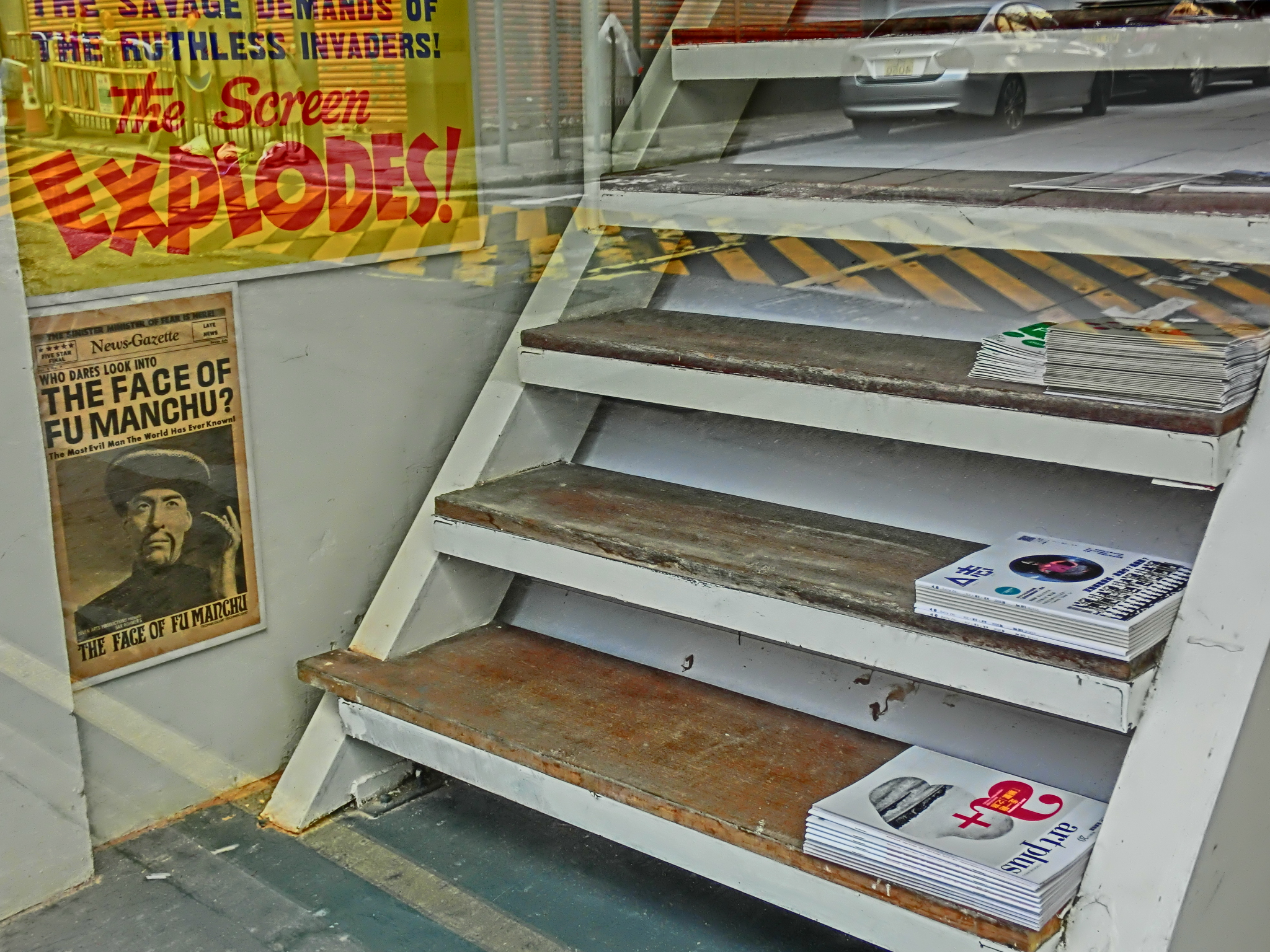
Links: Christopher Lee als Dr. Fu Man Chu

Zudem sah man Lee von 1965 bis 1969 in den Sax-Rohmer-Verfilmungen Ich, Dr. Fu Man Chu, Die 13 Sklavinnen des Dr. Fu Man Chu, Die Rache des Dr. Fu Man Chu, Der Todeskuss des Dr. Fu Man Chu und Die Folterkammer des Dr. Fu Man Chu, in denen er stets die Titelrolle spielte.
1974 verkörperte er Francisco Scaramanga, den Mann mit dem goldenen Colt, im gleichnamigen Film als Gegenspieler von James Bond (Roger Moore). Der James-Bond-Erfinder Ian Fleming hatte Lee anfangs auch für die Rollen von Dr. No bzw. James Bond bei den Produzenten vorgeschlagen. 1976 wurde ihm die Rolle des Dr. Sam Loomis in Halloween angeboten. Er lehnte diese ab, und so bekam Donald Pleasence die Rolle. Er bezeichnete diese Entscheidung später als seinen größten Fehler.

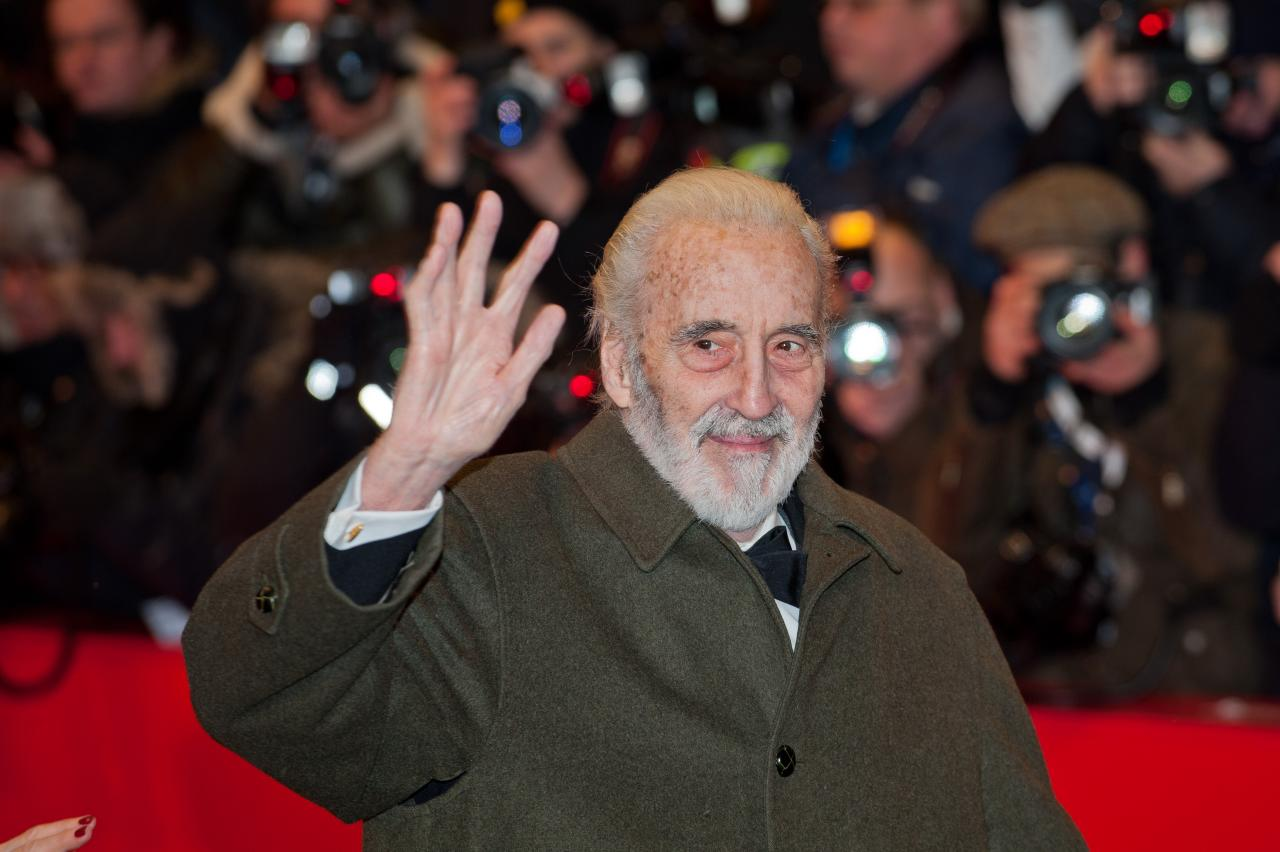
Lee auf der Berlinale 2012

In vielen seiner Filme spielte Lee an der Seite seines sehr guten Freundes Peter Cushing, in dreien mit Vincent Price. 1982 spielte dieses Trio zusammen mit John Carradine in der Horrorkomödie Das Haus der langen Schatten. 1991 moderierte er auf Deutsch zusammen mit Sabrina Fox die Sendung Wahre Wunder auf Sat.1. Im Jahr 1995 spielte er die Rolle des Pharao Ramses II. im Film Die Bibel – Moses – Teil der von der Kirch-Gruppe produzierten Gesamtverfilmung der Bibel, über die er sich sehr positiv äußerte.
In den 2000er Jahren sah man ihn in den ersten beiden Teilen der Herr-der-Ringe-Trilogie als Zauberer Saruman. Beim dritten Teil wurde bei den Schnittarbeiten entschieden, Lees Szenen zu streichen. In der Extended Edition, die nur auf DVD, VHS und Blu-ray Disc erhältlich ist, sind diese zu sehen. Die Mitwirkung bei dieser Verfilmung betrachtete er nach eigenen Angaben als eine große Ehre, sei er doch selbst ein großer Fan von Der Herr der Ringe. Lee war der einzige unter den Mitgliedern der Filmbesetzung, der J. R. R. Tolkien persönlich gekannt hatte (Lee hatte ihn in einem Pub in Oxford getroffen).
Zudem verkörperte er in Star Wars: Episode II – Angriff der Klonkrieger den Bösewicht Count Dooku, eine der Hauptfiguren. Auch in der Fortsetzung Die Rache der Sith und dem Animationsfilm Star Wars: The Clone Wars verkörperte Lee die Figur.
Nach mehreren Nebenrollen in verschiedenen Kino-und-Fernsehfilmen feierte er 2010 mit dem Film The Resident sein Comeback als Hammer-Darsteller. In der dreiteiligen Verfilmung des Tolkien-Romans Der Hobbit spielte er wieder die Rolle des Saruman. Eigentlich für die Hauptrolle vorgesehen, spielte Lee im Jahr 2011 verletzungsbedingt lediglich eine Gastrolle in The Wicker Tree, einem Spin-off von The Wicker Man.

## Lee als Musiker

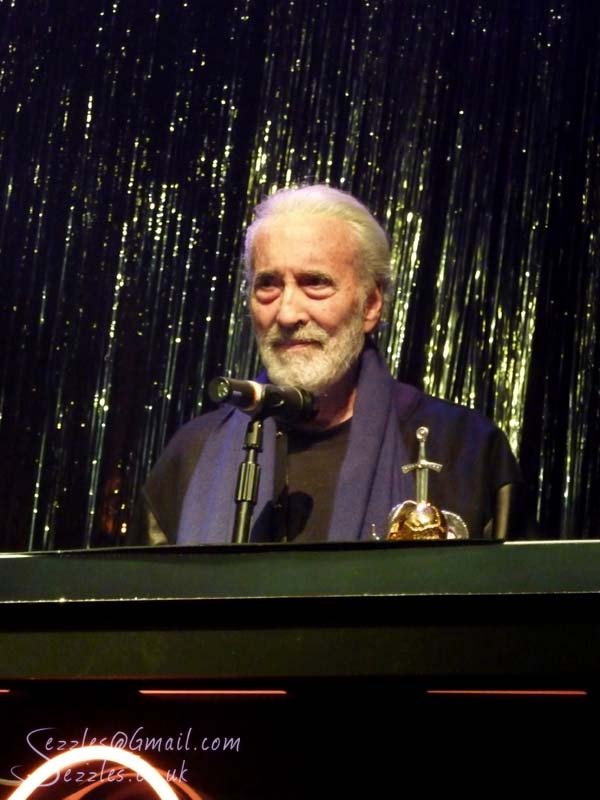
Lee nimmt den Spirit-of-Metal-Award bei den Metal Hammer Golden God Awards 2010 entgegen

Neben der Schauspielerei war Christopher Lee auch zeitweilig musikalisch aktiv. Er hatte eine Ausbildung als Opernsänger und sang vor seiner Zeit als Schauspieler in diversen Opernhäusern. 1973 trug er in The Wicker Man gemeinsam mit Diane Cilento die Ballade The Tinker of Rye vor. Bemerkenswert ist seine Mitarbeit als Erzähler und Sänger im Rock-Musical The King of Elfland’s Daughter nach dem gleichnamigen Roman von Lord Dunsany, das 1977 als LP-Produktion erschienen und mittlerweile auch auf CD erhältlich ist. Im Film Captain Invincible singt er die Titel Name Your Poison und (gemeinsam mit Alan Arkin) Mr. Midnight, die in Deutschland als Single herausgebracht wurden. Stimmliche Wandlungsfähigkeit zeigte Lee 1986 bei der Aufnahme von The Soldier’s Tale von Igor Strawinsky und Charles-Ferdinand Ramuz für Nimbus Records, wo er als Erzähler, Soldat und Teufel fungierte. Für Nimbus nahm er 1989 auch unter der Leitung von Yehudi Menuhin als Erzähler Sergei Sergejewitsch Prokofjews Peter und der Wolf auf. Mit der Sängerin Kathy Joe Daylor spielte er im selben Jahr die von Ralph Siegel komponierte und produzierte Single Little Witch ein, die allerdings ein Flop wurde. Ebenfalls nicht übermäßig erfolgreich war seine CD Christopher Lee sings Devils, Rogues & other Villains von 1996 mit Liedern von Wolfgang Amadeus Mozart, Richard Wagner, Stephen Sondheim und vielen mehr. 1994 hat Lee mit der Opernsängerin Valerie Masterson und dem National Symphony Orchestra die erste komplette Fassung des Musicals The King and I aufgenommen; ungefähr zur gleichen Zeit nahm er auch die Rolle des „Kriminologen“ bei einer CD-Aufnahme der Rocky Horror Show wahr.
Auch später widmete sich Lee wieder der Musik. So wirkte er, hauptsächlich als Erzähler, auf mehreren Alben der Symphonic-Power-Metal-Band Rhapsody of Fire mit, so The Dark Secret (EP, 2004) oder Symphony of Enchanted Lands II – The Dark Secret (ebenfalls 2004). Auf der Single The Magic of the Wizard’s Dream (2005) sind mehrsprachige Versionen des gleichnamigen Liedes zu hören, in der Lee auch als Sänger zu hören ist. Im Zuge dieser Zusammenarbeit war ein gemeinsamer Auftritt Lees und der Band beim Earthshaker-Fest 2005 geplant. Dort sollte Lee auch einen Auftritt mit der Band Manowar absolvieren. Aufgrund eines Drehtermins musste er diese Auftritte jedoch kurzfristig absagen. Ursprünglich sollte er eine gesprochene Textpassage in Manowars Lied Defender (1983) übernehmen, die seinerzeit von Orson Welles aufgenommen wurde. Auf dem 2006 erschienenen Album Triumph or Agony von Rhapsody of Fire war Lee wieder als Sprecher zu hören.

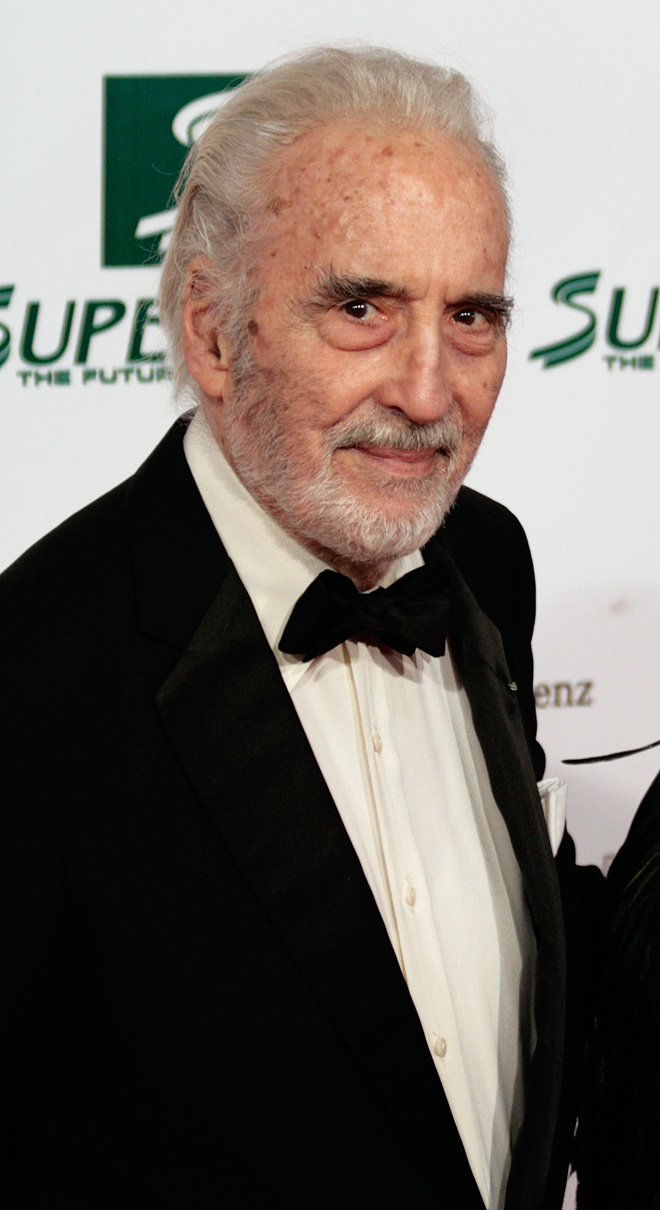
Christopher Lee bei den Women’s World Awards 2009

Auf der 2006 in Deutschland veröffentlichten Doppel-CD Edgar Allan Poe – Visionen trägt Lee nicht nur Poes Gedichte Ein Traum in einem Traume/A Dream Within a Dream und The Raven vor, sondern singt auch die Komposition Elenore. Mit dem Tolkien Ensemble arbeitete Lee ebenfalls zusammen. Dieses setzt die Gedichte J. R. R. Tolkiens stimmlich und musikalisch in Szene. Die komplette Fassung ist unter dem Namen The Lord of the Rings – The Complete Songs & Poems erschienen, in der er den Ent Baumbart singt und zudem die nicht vertonten Gedichte vorträgt. Am 15. März 2010 veröffentlichte Christopher Lee mit Charlemagne: By the Sword and the Cross seine erste eigene Arbeit im Bereich Metal. Am Konzeptalbum über das Leben Karls des Großen waren unter anderem zwei Bands, ein 100-Mann-Orchester sowie diverse Gastmusiker beteiligt. Bei den Metal Hammer Golden God Awards 2010 wurde es mit dem „Spirit of Metal“ Award ausgezeichnet, welcher Lee von Tony Iommi überreicht wurde.
In dem am 30. April 2010 veröffentlichten Album The Frozen Tears of Angels von Rhapsody of Fire ist Lee wieder als Erzähler vertreten, ebenso auf der im Oktober erschienenen EP The Cold Embrace of Fear. Für Battle Hymns MMXI, die am 3. Dezember 2010 veröffentlichte Neueinspielung des Manowar-Albums Battle Hymns von 1982, übernahm Christopher Lee die im Original von Orson Welles gesprochenen Textpassagen im Lied Dark Avenger. 2011 war er wieder am Rhapsody-of-Fire-Album From Chaos to Eternity beteiligt.
An seinem 90. Geburtstag am 27. Mai 2012 kündigte Christopher Lee im Forbes Magazine die Veröffentlichung seiner neuen Single Let legend Mark Me as the King an, welche eigenen Angaben zufolge „100% Heavy Metal“ ist. Das dazugehörige Album Charlemagne: The Omens of Death sollte demselben Musikstil entsprechen und 2013 erscheinen. Damit ist Lee der älteste Heavy-Metal-Sänger der Geschichte. Ein Musikvideo zum Lied The Bloody Verdict of Verden wurde zu Promotionszwecken im Mai 2012 veröffentlicht. Im Dezember 2012 veröffentlichte Lee die EP A Heavy Metal Christmas mit Heavy-Metal-Covern der klassischen Weihnachtslieder Little Drummer Boy und Silent Night. Charlemagne: The Omens of Death erschien an Lees 91. Geburtstag am 27. Mai 2013.
2013 veröffentlichte Lee die EP A Heavy Metal Christmas Too, mit Metal-Versionen von Jingle Bells (unter dem Titel Jingle Hell) und dem Frank-Sinatra-Song My Way. Ersteres Lied platzierte sich in der Woche vom 26. Dezember 2013 auf Platz 22 der Billboard Hot 100 Sales Charts (Downloadcharts), womit Lee im Alter von 91 Jahren und 6 Monaten zum ältesten lebenden Künstler wurde, der sich je in den Charts platzierte. In der Folgewoche erreichte das Lied sogar Platz 18. Zu seinem 92. Geburtstag am 27. Mai 2014 veröffentlichte Lee eine weitere EP unter dem Titel Metal Knight.

## Sonstiges
- Hartnäckig hält sich die Legende[20], Christopher Lee sei, laut Guinness-Buch, der Schauspieler mit den meisten Filmrollen gewesen. Tatsächlich wurde er im Guinness-Buch der Rekorde erstmals 2007 als der Darsteller mit den meisten Film-Credits, also im Vor- oder Abspann erwähnten Film- und TV-Rollen (damals 244), gelistet.[21] Laut IMDb kam Lee im Lauf seines Lebens auf 289 Auftritte, davon 275 im Vor- oder Abspann erwähnt. Mit dieser Zahl ist Lee allerdings bei weitem nicht der Schauspieler mit den meisten Filmauftritten. Überboten wird er etwa von Horror-Kollege John Carradine (330 Credits), von Tom London (359 Credits, bei Hinzuzählung der nicht erwähnten Auftritte sogar insgesamt 657), und von Eric Roberts (728 Credits). Den Guinness-Rekord für den lebenden Schauspieler mit den meisten Filmrollen hielt im Juni 2010 der Bollywood-Darsteller Brahmanandam (Brahmanandam Kanneganti), mit damals 857 Auftritten[22], mittlerweile (Stand 1. Mai 2024) sind es laut IMDb bereits 1183 Filme, die bei Brahmanandam zu Buche stehen.
- Einige andere Guinness-Rekorde wurden bzw. werden allerdings von Lee gehalten: Er war der Filmschauspieler mit den meisten Fechtszenen (17, mit Stand 2007)[23] und mit den meisten Filmtoden (61, mit Stand 2019)[24], sowie der körperlich größte Schauspieler in einer Hauptrolle („Tallest actor in a leading role“)[25] – ein Rekord, den er mit Vince Vaughn teilte und der mittlerweile (seit 2002) durch Brad Garrett gebrochen wurde.[26]
- Verschiedentlich ist in biografischen Artikeln zu lesen, der ungarische Dracula-Darsteller Bela Lugosi habe Christopher Lee kurz vor seinem Tod im Jahre 1956 den Dracula-Ring vermacht, um ihn als seinen Nachfolger zu designieren. Dies ist offenbar eine Erfindung der Hammer Corp., denn zu diesem Zeitpunkt war Lugosi längst in Vergessenheit geraten, während Lee überhaupt noch nicht als künftiger Horrorfilmstar der Filmgesellschaft in Erscheinung getreten war. Tatsächlich befand sich der Ring im Besitz des Sammlers Forrest J. Ackerman in Los Angeles. Nach eigener Aussage hatte Lee den Ungarn noch nie zuvor im Film gesehen, als man ihm die Rolle des transsylvanischen Grafen anbot.
- Am 17. Juni 1939 war er Augenzeuge der Hinrichtung von Eugen Weidmann durch die Guillotine, der letzten öffentlichen Hinrichtung durch die Guillotine in Frankreich. Lee besuchte zu jenem Zeitpunkt einen Freund in Paris, und beide fuhren nach Versailles, als sie von der öffentlichen Hinrichtung erfuhren.[27]
- Als er sich für eine Rolle beim Kriegsfilm Der längste Tag bewarb, wurde er abgelehnt mit der Begründung, dass der RAF- und SOE-Veteran „nicht soldatisch genug“ aussehe.
- Am 31. März 1993 veröffentlichte die britische Presse Nachrufe auf den angeblich verstorbenen Schauspieler – mehr als 22 Jahre vor seinem Tod.
- Christopher Lee verband eine enge Freundschaft zu einigen seiner „Horrorfilm-Kollegen“, vor allem zu Peter Cushing (mit dem er über 20 Filme drehte), Vincent Price und Ferdy Mayne. Mit Boris Karloff und Ray Harryhausen wohnte er in den 1960er Jahren in London Haus an Haus.
- Am 13. Juni 2009 wurde er von Königin Elisabeth II. in den Rang eines Knight Bachelor erhoben und durfte sich nunmehr „Sir Christopher Lee“ nennen.[28] Den Ritterschlag erhielt er am 30. Oktober 2009 im Buckingham Palace durch Prinz Charles.[29]
- Christopher Lee spielte in Episode 5 der Fernsehserie Mondbasis Alpha 1 den friedlichen Außerirdischen Captain Zantor. Obwohl diese Figur nur in einer einzigen Folge auftauchte, wurde sie sehr populär. Von dieser Episode gibt es sogar eine Comic-Adaption (in Deutschland in ZACK 20/1977 erschienen) und zwei verschiedene Action-Figuren von verschiedenen Herstellern: Eine Figur erschien 1975 bei Palitoy, Bradgate Division und eine weitere Action-Figur im Februar 2005 bei Figures Toy Company. Zudem gibt es bei verschiedenen Online-Videoportalen einen Crossover-Fanfilm mit Titel Battlestar 1999, der die Handlung der beliebten Episode fortsetzt. Lees populärer Auftritt wird außerdem in dem Fanfilm UFO:2099 – The Movie parodiert, wo sich „Z-Man“ Captain Zantor als Christopher Lee (!) vorstellt.

## Synchronisation
Zahlreiche deutsche Synchronsprecher liehen dem Schauspieler ihre Stimmen. Besonders oft taten das Herbert Weicker und später Otto Mellies. Weitere Sprecher von ihm sind Arnold Marquis, Gert Günther Hoffmann, Harry Wüstenhagen, Heinz Petruo, Heinz Drache und Klaus Sonnenschein. Er selbst sprach unter anderem im Original auch die Figur des DiZ in der Videospiel-Serie Kingdom Hearts und des Lucan d’Lere im MMORPG EverQuest II sowie die Figuren des Königs Haggard, dem er sowohl die englische als auch die deutsche Stimme verlieh, im Zeichentrickfilm Das letzte Einhorn und der Götter Thor und Odin in der deutschen Fassung der dänischen Comic-Verfilmung Walhalla. Außerdem sprach er „Tod“ in den Terry-Pratchett-Verfilmungen Soul Music und Wyrd Sisters.

## Filmografie
- 1946–1947: Kaleidoscope (Fernsehserie, 2 Episoden)
- 1948: Im Banne der Vergangenheit (Corridor of Mirrors)
- 1948: One Night with You
- 1948: Hamlet
- 1948: A Song for Tomorrow
- 1948: Penny and the Pownall Case
- 1948: Der Mann ohne Gewissen (My Brother’s Keeper)
- 1948: Königsliebe (Saraband for Dead Lovers)
- 1948: Scotts letzte Fahrt (Scott of the Antarctic)
- 1949: Die Tingeltangelgräfin (Trottie True)
- 1950: They Were Not Divided
- 1950: Das Wunder von San Marino (Prelude to Fame)
- 1951: Des Königs Admiral (Captain Horatio Hornblower R.N.)
- 1951: Wölfe in der Nacht (Valley of Eagles)
- 1952: Der rote Korsar (The Crimson Pirate)
- 1952: Treffpunkt Moskau (Top Secret)
- 1952: Paul Temple und der Fall Marquis (Paul Temple Returns)
- 1952: Babes in Bagdad
- 1952: Moulin Rouge
- 1952: Hans Christian Andersen Fairy Tales (Kurzfilm)
- 1953: Innocents in Paris
- 1953–1955: Tales of Hans Anderson (Fernsehserie, 5 Episoden)
- 1953–1956: Douglas Fairbanks, Jr., Presents (Fernsehserie, 16 Episoden)
- 1954: The Mirror and Markheim (Kurzfilm)
- 1954: Colonel March of Scotland Yard (Fernsehserie, Episode 1x04)
- 1954: Destination Milan
- 1955: Cross-Roads (Kurzfilm)
- 1955: Die Dame des Königs (That Lady)
- 1955: Contraband Spain
- 1955: Der schwarze Prinz (The Dark Avenger)
- 1955: Police Dog
- 1955: The Vise (Fernsehserie, 3 Episoden)
- 1955: The Scarlet Pimpernel (Fernsehserie, Episode 1x04)
- 1955: Himmelfahrtskommando (The Cockleshell Heroes)
- 1955: Alias John Preston
- 1955: Sturm über dem Nil (Storm Over the Nile)
- 1955: Moby Dick Rehearsed (Fernsehfilm)
- 1956: Der beste Mann beim Militär (Private’s Progress)
- 1956: Alexander der Große (Alexander the Great) (Stimme)
- 1956: Port Afrika (Port Afrique)
- 1956: Panzerschiff Graf Spee (The Battle of the River Plate)
- 1956: Jenseits Mombasa (Beyond Mombasa)
- 1956: The Adventures of Aggie (Fernsehserie, Episode 1x12)
- 1956: Sailor of Fortune (Fernsehserie, 2 Episoden)
- 1956: Chevron Hall of Stars (Fernsehserie, eine Episode)
- 1956–1957: Assignment Foreign Legion (Fernsehserie, 2 Episoden)
- 1956–1957: Zu Gast bei Errol Flynn (The Errol Flynn Theatre, Fernsehserie, 4 Episoden)
- 1957: Ill Met by Moonlight
- 1957: Am seidenen Faden (Fortune Is a Woman)
- 1957: The Traitor
- 1957: Frankensteins Fluch (The Curse of Frankenstein)
- 1957: Manuela (Stimme)
- 1957: Des Königs Vagabund (The Gay Cavalier, Fernsehserie, Episode 1x03)
- 1957: Bitter war der Sieg (Bitter Victory)
- 1957: The Truth About Women
- 1958: O.S.S. (Fernsehserie, Episode 1x17)
- 1958: Zwei Städte (A Tale of Two Cities)
- 1958: Ivanhoe (Fernsehserie, Episode 1x07)
- 1958: White Hunter (Fernsehserie, Episode 1x22)
- 1958: Dracula
- 1958: Battle of the V-1
- 1958: Corridors of Blood
- 1959: Die Abenteuer von William Tell (The Adventures of William Tell, Fernsehserie, Episode 1x21)
- 1959: Der Hund von Baskerville (The Hound of the Baskervilles)
- 1959: Den Tod überlistet (The Man Who Could Cheat Death)
- 1959: Rhapsodie in Blei (The Treasure of San Teresa)
- 1959: Die Rache der Pharaonen (The Mummy)
- 1959: Tales of the Vikings (Fernsehserie, Episode 1x01)
- 1959: Schlechte Zeiten für Vampire (Tempi duri per i vampiri)
- 1960: Zu heiß zum Anfassen (Too Hot to Handle)
- 1960: Schlag 12 in London (The Two Faces of Dr. Jekyll)
- 1960: Heiß auf nackten Steinen (Beat Girl)
- 1960: Stadt der Toten (The City of the Dead)
- 1960: Die unheimlichen Hände des Dr. Orlak (The Hands of Orlac)
- 1961: Terror der Tongs (The Terror of the Tongs)
- 1961: Ein Toter spielt Klavier (Taste of Fear)
- 1961: Alcoa Presents: One Step Beyond (One Step Beyond, Fernsehserie, Episode 3x31)
- 1961: Das Geheimnis der gelben Narzissen (The Devil’s Daffodil)
- 1961: Vampire gegen Herakles (Ercole al centro della Terra)
- 1962: Das Rätsel der roten Orchidee
- 1962: Piraten am Todesfluß (The Pirates of Blood River)
- 1962: Im Namen des Teufels (The Devil’s Agent)
- 1962: Sherlock Holmes und das Halsband des Todes
- 1963: Stranglehold
- 1963: Katarsis (Sfida al diavolo)
- 1963: Das Schloß des Grauens (La vergine di Norimberga)
- 1963: Der Dämon und die Jungfrau (La frusta e il corpo)
- 1964: Alfred Hitchcock zeigt (The Alfred Hitchcock Hour, Fernsehserie, Episode 2x27)
- 1964: Ein Toter hing am Glockenseil (La cripta e l’incubo)
- 1964: Die Teufelspiraten (The Devil-Ship Pirates)
- 1964: Il castello dei morti vivi
- 1964: Die brennenden Augen von Schloss Bartimore (The Gorgon)
- 1965: Die Todeskarten des Dr. Schreck (Dr. Terror’s House of Horrors)
- 1965: Herrscherin der Wüste (She)
- 1965: Ich, Dr. Fu Man Chu (The Face of Fu Manchu)
- 1965: Der Schädel des Marquis de Sade (The Skull)
- 1965: Geheimnis im blauen Schloß (Ten Little Indians) (Stimme)
- 1966: Blut für Dracula (Dracula: Prince of Darkness)
- 1966: Rasputin – der wahnsinnige Mönch (Rasputin, the Mad Monk)
- 1966: Das Rätsel des silbernen Dreieck (Circus of Fear)
- 1966: Die 13 Sklavinnen des Dr. Fu Man Chu (The Brides of Fu Manchu)
- 1967: Die Pagode zum fünften Schrecken (Five Golden Dragons)
- 1967: Die Rache des Dr. Fu Man Chu (The Vengeance of Fu Manchu)
- 1967: Brennender Tod (Night of the Big Heat)
- 1967: Haus des Schreckens (Theatre of Death)
- 1967: Die Schlangengrube und das Pendel
- 1967, 1969: Mit Schirm, Charme und Melone (The Avengers, Fernsehserie, 2 Episoden)
- 1968: Diana – Tochter der Wildnis (Eve)
- 1968: Die Braut des Teufels (The Devil Rides Out)
- 1968: Der Todeskuss des Dr. Fu Man Chu (The Blood of Fu Manchu)
- 1968: Draculas Rückkehr (Dracula Has Risen from the Grave)
- 1968: Die Hexe des Grafen Dracula (Curse of the Crimson Altar)
- 1969: Die Folterkammer des Dr. Fu Man Chu (The Castle of Fu Manchu)
- 1969: Im Todesgriff der roten Maske (The Oblong Box)
- 1969: Magic Christian (The Magic Christian)
- 1970: Die lebenden Leichen des Dr. Mabuse (Scream and Scream Again)
- 1970: Die Jungfrau und die Peitsche (Eugenie… the Story of Her Journey Into Perversion)
- 1970: Der Hexentöter von Blackmoor (El proceso de las brujas)
- 1970: Julius Caesar
- 1970: Nachts, wenn Dracula erwacht (Count Dracula)
- 1970: Wie schmeckt das Blut von Dracula? (Taste the Blood of Dracula)
- 1970: Die Pechvögel (One More Time)
- 1970: Das Privatleben des Sherlock Holmes (The Private Life of Sherlock Holmes)
- 1970: Dracula – Nächte des Entsetzens (Scars of Dracula)
- 1971: Totentanz der Vampire (The House That Dripped Blood)
- 1971: I, Monster
- 1971: In einem Sattel mit dem Tod (Hannie Caulder)
- 1972: Umbracle
- 1972: Dracula jagt Minimädchen (Dracula A.D. 1972)
- 1972: Horror-Expreß (Pánico en el transiberiano)
- 1972: Tunnel der lebenden Leichen (Death Line)
- 1973: Dracula braucht frisches Blut (The Satanic Rites of Dracula)
- 1973: Die drei Musketiere (The Three Musketeers)
- 1973: Das Dunkel der Nacht (Nothing But the Night)
- 1973: Das Grab der lebenden Puppen (Dark Places)
- 1973: Nachts, wenn das Skelett erwacht (The Creeping Flesh)
- 1973: Orson Welles erzählt (Orson Welles' Great Mysteries, Fernsehserie, Episode 1x02)
- 1973: Poor Devil (Fernsehfilm)
- 1973: The Wicker Man
- 1974: Die vier Musketiere – Die Rache der Mylady (The Four Musketeers)
- 1974: James Bond 007 – Der Mann mit dem goldenen Colt (The Man with the Golden Gun)
- 1974: Diagnose: Mord (Diagnosis: Murder)
- 1975: Le boucher, la star et l'orpheline
- 1975: Mondbasis Alpha 1 (Space: 1999, Fernsehserie, Episode 1x14 Captain Zantor)
- 1976: Die Söldner (Killer Force)
- 1976: Die Braut des Satans (To the Devil a Daughter)
- 1976: Whispering Death – „Der flüsternde Tod“ (Der flüsternde Tod)
- 1976: Die Herren Dracula (Dracula père et fils)
- 1976: The Keeper
- 1977: Verschollen im Bermuda-Dreieck (Airport ’77)
- 1977: Meatcleaver Massacre
- 1977: Das Ende der Welt (End of the World)
- 1977: Invasion der Raumschiffe (Starship Invasions)
- 1978: Durch die Hölle nach Westen (How the West Was Won, Fernsehserie, Episode 2x01)
- 1978: Der Sieg der Sternenkinder (Return from Witch Mountain)
- 1978: Das Geheimnis des blinden Meisters (Circle of Iron)
- 1978: Der Herr der Karawane (Caravans)
- 1978: Der Pirat (The Pirate, Fernsehfilm)
- 1979: Die Passage (The Passage)
- 1979: Nutcracker Fantasy (Stimme)
- 1979: Im Bann des Kalifen (Arabian Adventure)
- 1979: Jaguar lebt (Jaguar Lives!)
- 1979: Die Bäreninsel in der Hölle der Arktis (Bear Island)
- 1979: Captain America II: Death Too Soon (Fernsehfilm)
- 1979: 1941 – Wo bitte geht’s nach Hollywood (1941)
- 1980: Crazy Family – Eine total verrückte Familie (Serial)
- 1980: Agent wider Willen (Once upon a Spy, Fernsehfilm)
- 1980: Drei Engel für Charlie (Charlie’s Angels, Fernsehserie, Episode 5x01)
- 1980: Rollerboy (Desperate Moves)
- 1981: Evil Stalks This House (Tales of the Haunted, Fernsehfilm)
- 1981: Der Gigant (An Eye for an Eye)
- 1981: Goliath – Sensation nach 40 Jahren (Goliath Awaits, Fernsehserie, 2 Episoden)
- 1981: Kennwort: Salamander (The Salamander)
- 1982: Safari 3000
- 1982: Massarati and the Brain (Fernsehfilm)
- 1982: Das letzte Einhorn (The Last Unicorn, Stimme)
- 1982: Charles & Diana: A Royal Love Story (Fernsehfilm)
- 1983: Return of Captain Invincible oder Wer fürchtet sich vor Amerika? (The Return of Captain Invincible)
- 1983: Das Haus der langen Schatten (House of the Long Shadows)
- 1983: Sadat (Miniserie, 2 Episoden)
- 1984: The Far Pavilions (Far Pavilions, Miniserie, 3 Episoden)
- 1984: Große Märchen mit großen Stars (Faerie Tale Theatre, Fernsehserie, Episode 3x07)
- 1984: Rosebud Beach Hotel (The Rosebud Beach Hotel)
- 1984: The Bengal Lancers!
- 1985: Mask of Murder
- 1985: Das Tier II (Howling II: Your Sister Is a Werewolf)
- 1986: Jocks – Tennis, Tenies und Bikinis (Jocks)
- 1986: Un métier de seigneur (Fernsehserie, Episode 1x01)
- 1986: Shaka Zulu (Miniserie, 5 Episoden)
- 1986: The Disputation (Fernsehfilm)
- 1987: Mio, mein Mio (Mio min Mio)
- 1987: The Girl
- 1988: Dark Mission: Flowers of Evil (Dark Mission (Operación cocaína))
- 1988: Investigator (Mask of Murder)
- 1988: Olympus Force: The Key
- 1989: Murder Story
- 1989: In 80 Tagen um die Welt (Around the World in 80 Days, Miniserie, 3 Episoden)
- 1989: Die Rückkehr der Musketiere (The Return of the Musketeers)
- 1989: Die Französische Revolution (La Révolution française)
- 1989: La Chute des Aigles
- 1989: Crazy Honeymoon – Ein verrückter Hochzeitstrip (Honeymoon Academy)
- 1990: Die Schatzinsel (Treasure Island, Fernsehfilm)
- 1990: L'avaro
- 1990: Gremlins 2 – Die Rückkehr der kleinen Monster (Gremlins 2: The New Batch)
- 1990: The Care of Time (Fernsehfilm)
- 1990: The Rainbow Thief
- 1991: Shogun Mayeda
- 1991: Blood Sacrifice
- 1991: Sherlock Holmes and the Leading Lady (Fernsehfilm)
- 1992: Sherlock Holmes und der Stern von Afrika (Incident at Victoria Falls, Fernsehfilm)
- 1992: Das zweite Gesicht (Double Vision, Fernsehfilm)
- 1992: Die Abenteuer des jungen Indiana Jones (The Young Indiana Jones Chronicles, Fernsehserie, Episode 2x01)
- 1992: Jackpot
- 1992: Die Schöne und das Biest (Beauty and the Beast, Stimme)
- 1993: Death Train (Fernsehfilm)
- 1994: Funny Man
- 1994: Police Academy 7 – Mission in Moskau (Police Academy: Mission to Moscow)
- 1994: A Feast at Midnight
- 1995: The Tomorrow People (Fernsehserie, 5 Episoden)
- 1995: Street Gear (Fernsehserie, 13 Episoden)
- 1995: Tales of Mystery and Imagination (Fernsehserie, 2 Episoden)
- 1995: Die Bibel – Moses (Moses, Miniserie)
- 1996: Prinzessin Alisea (Sorellina e il principe del sogno, Fernsehserie, 2 Episoden)
- 1996: Eine Familie zum Kotzen (The Stupids)
- 1996: Welcome to the Discworld (Kurzfilm)
- 1997: Ivanhoe (Miniserie, 4 Episoden)
- 1997: Die Abenteuer des Odysseus (The Odyssey, Miniserie, 2 Episoden)
- 1997: Soul Music (Miniserie, 7 Episoden, Stimme)
- 1997: Wyrd Sisters (Miniserie, 5 Episoden, Stimme)
- 1997–1998: Robin Hood (The New Adventures of Robin Hood, Fernsehserie, 6 Episoden)
- 1998: Talos – Die Mumie (Tale of the Mummy)
- 1998: Jinnah
- 1999: Sleepy Hollow
- 2000: Gormenghast (Miniserie, 4 Episoden)
- 2000: Am Anfang (In the Beginning, Miniserie, 2 Episoden)
- 2000: Ghost Stories for Christmas (Miniserie, eine Episode)
- 2001: Les redoutables (Fernsehserie, eine Episode)
- 2001: Der Herr der Ringe: Die Gefährten (The Lord of the Rings: The Fellowship of the Ring)
- 2002: Star Wars: Episode II – Angriff der Klonkrieger (Star Wars: Episode II – Attack of the Clones)
- 2002: Der Herr der Ringe: Die zwei Türme (The Lord of the Rings: The Two Towers)
- 2003: Der Herr der Ringe: Die Rückkehr des Königs (The Lord of the Rings: The Return of the King)
- 2004: Die purpurnen Flüsse 2 – Die Engel der Apokalypse (Les Rivières pourpres 2 : Les Anges de l’apocalypse)
- 2005: Star Wars: Episode III – Die Rache der Sith (Star Wars Episode III: Revenge of the Sith)
- 2005: Charlie und die Schokoladenfabrik (Charlie and the Chocolate Factory)
- 2005: Greyfriars Bobby (The Adventures of Greyfriars Bobby)
- 2005: Corpse Bride – Hochzeit mit einer Leiche (Corpse Bride, Stimme)
- 2005: Papst Johannes Paul II. (Pope John Paul II, Miniserie, 2 Episoden)
- 2007: Mummies: Secrets of the Pharaohs (Dokumentar-Kurzfilm)
- 2007: Der Goldene Kompass (The Golden Compass)
- 2008: The Color of Magic – Die Reise des Zauberers (Terry Pratchett’s The Colour of Magic, Miniserie, 2 Episoden, Stimme)
- 2008: Star Wars: The Clone Wars (Stimme)
- 2008: The Nightmare Before Christmas: The Original Poem (Kurzfilm, Stimme)
- 2009: Boogie Woogie
- 2009: The Heavy
- 2009: Triage
- 2009: Glorious 39
- 2010: Alice im Wunderland (Alice in Wonderland, Stimme)
- 2010: Burke & Hare
- 2011: Der letzte Tempelritter (Season of the Witch)
- 2011: The Resident
- 2011: The Wicker Tree
- 2011: Hugo Cabret (Hugo)
- 2012: Dark Shadows
- 2012: Christopher Lee: The Bloody Verdict of Verden
- 2012: Der Hobbit: Eine unerwartete Reise (The Hobbit: An Unexpected Journey)
- 2013: Nachtzug nach Lissabon (Night Train to Lisbon)
- 2013: Extraordinary Tales (Stimme)
- 2013: The Girl from Nagasaki
- 2014: Der Hobbit: Die Schlacht der Fünf Heere (The Hobbit: The Battle of the Five Armies)
- 2015: Angels in Notting Hill (Stimme)
- 2017: The Hunting of the Snark (Kurzfilm, Stimme)
- 2024: Der Herr der Ringe: Die Schlacht der Rohirrim (The Lord of the Rings: The War of the Rohirrim, Stimme)

## Hörbücher (Auswahl)
- 2000 (Audible: 2005): Arthur Conan Doyle: The Casebook of Sherlock Holmes, HarperCollins Publishers Limited, ISBN 978-0-00-711195-4
- 2007: J. R. R. Tolkien: The Children of Húrin, HarperCollins, ISBN 978-0-00-726345-5

## Diskografie

### Alben
- 1998: Christopher Lee Sings Devils, Rogues & Other Villains
- 2006: Revelation
- 2010: Charlemagne: By the Sword and the Cross
- 2013: Charlemagne: The Omens of Death

### EPs
- 2012: A Heavy Metal Christmas
- 2013: A Heavy Metal Christmas Too
- 2014: Metal Knight

### Singles
- 1984: Captain Invincible – Name Your Poison/Mr. Evil Midnight
- 2012: Let Legend Mark Me as the King
- 2014: Darkest Carols, Faithful Sing

### Als Gastmusiker/Sprecher
- 1973: The Wicker Man Soundtrack
- 1974: Hammer Presents „Dracula“ with Christopher Lee[30]
- 1986: The Soldier’s Tale (Nimbus Records[31])
- 1989: Peter and the Wolf (Nimbus Records[32])
- 1989: Kathy Joe Daylor – Little Witch
- 1995: Annie Get Your Gun (JAY Records[33])
- 1995: The Rocky Horror Show (JAY Records[34])
- 1998: The King and I (JAY Records[35])
- 2002: Musicality of Lerner and Loewe (JAY Records[36])
- 2003: Tolkien Ensemble & Christopher Lee – The Lord of the Rings
- 2004: Rhapsody – The Dark Secret (EP)
- 2004: Rhapsody – Symphony of Enchanted Lands II – The Dark Secret
- 2005: Rhapsody feat. Christopher Lee – The Magic of the Wizard’s Dream (Single)
- 2006: Edgar Allan Poe – The Raven, Ein Traum in einem Traum und Elenore (Beiträge auf dem Hörbuch Visionen)
- 2006: Rhapsody of Fire – Triumph or Agony
- 2007: Rhapsody of Fire – Visions of the Enchanted Lands
- 2010: Rhapsody of Fire – The Frozen Tears of Angels
- 2010: Rhapsody of Fire – The Cold Embrace of Fear – A Dark Romantic Symphony (EP)
- 2010: Manowar – Battle Hymns MMXI
- 2011: Rhapsody of Fire – From Chaos to Eternity
- 2013: Fearless – Ancient Wisdom (EP)
- 2015: Hollywood Vampires – Self-titled album
- 2019: Rhapsody of Fire – The Eighth Mountain

## Schriften
- Christopher Lee: Tall, Dark and Gruesome. An Autobiography. Allen, London 1977, ISBN 0-491-01968-8 (2., erweiterte Auflage 1997, englisch).
- Christopher Lee: Lord of Misrule. The Autobiography of Christopher Lee. Orion, London 2003, ISBN 0-7528-5770-3. (englisch)

## Auszeichnungen
- 1997: Commander of the Venerable Order of Saint John
- 2001: DIVA-Award
- 2001: Commander of The Most Excellent Order of the British Empire
- 2009: Knight Bachelor[37]
- 2010: Steiger Award Lebenswerk
- 2011: Ehrenpreis der British Academy of Film and Television Arts (BAFTA)